# Merremia pierrei
Merremia pierrei är en vindeväxtart som först beskrevs av François Gagnepain, och fick sitt nu gällande namn av P.H. Hô. Merremia pierrei ingår i släktet Merremia och familjen vindeväxter. Inga underarter finns listade i Catalogue of Life.